# Canton de Vouvray
Le canton de Vouvray est une circonscription électorale française, située dans le département d'Indre-et-Loire et la région Centre-Val de Loire.

## Histoire
À la suite du redécoupage cantonal de 2014, les limites territoriales du canton sont remaniées. Le nombre de communes du canton passe de 11 à 10.

## Représentation

### Conseillers d'arrondissement (de 1833 à 1940)
| Période                                  | Période | Identité                          | Étiquette | Qualité |
| ---------------------------------------- | ------- | --------------------------------- | --------- | --- |
| 1833                                     | 1842    | Victor Gilles Hérault (1791-1868) |           | Maire de Vouvray                                                                                            |
| 1842                                     | 1848    | Prudent Bruley (1787-1849)        |           | Ancien Préfet du Tarn-et-Garonne puis de la Sarthe, propriétaire à Vouvray                                  |
|                                          |         |                                   |           | |
| avant 1883                               |         | Jacques Aubert-Bouché             |           | Ancien membre de la Chambre de Commerce                                                                     |
|                                          |         |                                   |           | |
| 1896                                     | 1907    | Victor Lefébure                   | Rad.      | Ingénieur des Arts et Manufactures, maire de Reugny, propriétaire du château de Launay                      |
| 1907                                     | 1924    | Octave Pardou (1869-?)            | Rad.      | Viticulteur, maire de Noizay, Président du Conseil d'arrondissement                                         |
| 1924                                     | 1934    | M. Chesneau                       |           | Maire de Reugny                                                                                             |
| 1934                                     | 1940    | Charles Derré (1890-1969)         | URD       | Vétérinaire à Reugny                                                                                        |
| 1940                                     |         |                                   |           | Les conseils d'arrondissement ont été suspendus par la loi du 12 octobre 1940 et n'ont jamais été réactivés |
| Les données manquantes sont à compléter. |         |                                   |           | |

### Conseillers généraux de 1833 à 2015
| Période | Période      | Identité                    | Étiquette   | Qualité |
| ------- | ------------ | --------------------------- | ----------- | --- |
| 1833    | 1848         | Vicomte Maurice de Flavigny | Orléaniste  | Propriétaire à Monnaie Pair de France Député (1849-1851, 1852-1863) |
| 1848    | 1875 (décès) | Frédéric Dérouet fils       |             | Avocat à la Cour Impériale de Paris Propriétaire à Parçay-Meslay, maire de Vouvray |
| 1875    | 1883         | Hugues Fournier             | Républicain | Diplomate Sénateur (1879-1888) |
| 1883    | 1907         | Alfred Tiphaine             | Rad.        | Propriétaire cultivateur Député (1891-1906) Maire de Monnaie (1871-1911) Président du Conseil Général                                                                                             |
| 1907    | 1924 (décès) | Victor Lefébure             | Rad.        | Ingénieur des Arts et Manufactures Maire de Reugny, conseiller d'arrondissement Propriétaire du château de Launay                                                                                 |
| 1924    | 1940         | Octave Pardou               | Rad.        | Propriétaire viticulteur Maire de Noizay, conseiller d'arrondissement |
|         |              |                             |             | |
| 1943    | 1945         | Charles Vavasseur           |             | Viticulteur et négociant en vins Maire de Vouvray (1908-1944) Ancien député Gauche démocratique (1919-1924) Nommé conseiller départemental en 1943 Président du Conseil départemental (1943-1945) |
|         |              |                             |             | |
| 1945    | 1951         | Martial Rousseau            | RI          | Cultivateur, maire de Notre-Dame-d'Oé |
| 1951    | 1982         | Gaston Huet                 | DVD         | Viticulteur Maire de Vouvray (1947-1989) |
| 1982    | 2001         | René Bodet (1925-2015)      | RPR         | Menuisier Maire de Chançay (1971-1995) |
| 2001    | 2015         | Bernard Mariotte            | PS          | Agent technique Vice-Président du Conseil Général Premier adjoint au maire de Reugny |

### Conseillers départementaux à partir de 2015
| Période élective | Période élective | Mandat | Mandat   | Identité         | Nuance | Nuance | Qualité |
| ---------------- | ---------------- | ------ | -------- | ---------------- | ------ | ------ | --- |
| 2015             | 2021             | 2015   | 2021     | Patrick Delétang |        | LR     | Maire de Chanceaux-sur-Choisille (2008-2020)                                                                                                  |
| 2015             | 2021             | 2015   | 2021     | Pascale Devallée |        | LR     | Adjointe au maire de Vernou-sur-Brenne, maire depuis 2020 6ème Vice-Présidente du Conseil départemental, chargée de la politique de l'habitat |
| 2021             | 2028             | 2021   | en cours | Pascale Devallée |        | LR     | Conseillère sortante, 5ème vice-présidente chargée de la politique de l'habitat et de l'économie sociale et solidaire                         |
| 2021             | 2028             | 2021   | en cours | Bruno Fenet      |        | LR     | Maire de Parçay-Meslay |

### Résultats détaillés

#### Élections de mars 2015
À l'issue du 1er tour des élections départementales de 2015, deux binômes sont en ballottage : Patrick Delétang et Pascale Devallée (Union de la Droite, 33,63 %) et Béatrice Jakic et Bernard Mariotte (PS, 30,44 %). Le taux de participation est de 52,24 % (11 047 votants sur 21 146 inscrits) contre 50,88 % au niveau départemental et 50,17 % au niveau national.
Au second tour, Patrick Delétang et Pascale Devallée (Union de la Droite) sont élus avec 54,69 % des suffrages exprimés et un taux de participation de 51,05 % (5 381 voix pour 10 803 votants et 21 163 inscrits).

#### Élections de juin 2021
Le premier tour des élections départementales de 2021 est marqué par un très faible taux de participation (33,26 % au niveau national). Dans le canton de Vouvray, ce taux de participation est de 31,75 % (7 123 votants sur 22 436 inscrits) contre 30,88 % au niveau départemental. À l'issue de ce premier tour, deux binômes sont en ballottage : Pascale Devallée et Bruno Fenet (Union à droite, 44,88 %) et Fabien Coste et Marie Serpereau (Union à gauche, 35,87 %).
Le second tour des élections est marqué une nouvelle fois par une abstention massive équivalente au premier tour. Les taux de participation sont de 34,36 % au niveau national, 31,33 % dans le département et 31,76 % dans le canton de Vouvray. Pascale Devallée et Bruno Fenet (Union à droite) sont élus avec 60,07 % des suffrages exprimés (4 043 voix pour 7 128 votants et 22 441 inscrits),,.

## Composition

### Composition avant 2015
Le canton de Vouvray regroupait onze communes.
| Nom                     | Code Insee | Codepostal | Superficie (km2) | Population (dernière pop. légale) | Densité (hab./km2) |
| ----------------------- | ---------- | ---------- | ---------------- | --------------------------------- | ------------------ |
| Vouvray (chef-lieu)     | 37281      | 37210      | 22,92            | 3 046 (2012)                      | 133                |
| Chançay                 | 37052      | 37210      | 15,04            | 1 126 (2012)                      | 75                 |
| Chanceaux-sur-Choisille | 37054      | 37390      | 18,47            | 3 539 (2012)                      | 192                |
| Monnaie                 | 37153      | 37380      | 39,42            | 4 166 (2012)                      | 106                |
| Neuillé-le-Lierre       | 37166      | 37380      | 16,63            | 809 (2012)                        | 49                 |
| Noizay                  | 37171      | 37210      | 17,47            | 1 148 (2012)                      | 66                 |
| Notre-Dame-d'Oé         | 37172      | 37390      | 7,73             | 3 948 (2012)                      | 511                |
| Parçay-Meslay           | 37179      | 37210      | 14,07            | 2 301 (2012)                      | 164                |
| Reugny                  | 37194      | 37380      | 29,72            | 1 602 (2012)                      | 54                 |
| Rochecorbon             | 37203      | 37210      | 16,78            | 3 232 (2012)                      | 193                |
| Vernou-sur-Brenne       | 37270      | 37210      | 25,91            | 2 651 (2012)                      | 102                |

### Composition depuis 2015
Le canton de Vouvray regroupe désormais dix communes.
| Nom                             | Code Insee | Intercommunalité             | Superficie (km2) | Population (dernière pop. légale) | Densité (hab./km2) | Modifier                                    |
| ------------------------------- | ---------- | ---------------------------- | ---------------- | --------------------------------- | ------------------ | ------------------------------------------- |
| Vouvray (bureau centralisateur) | 37281      | CC Touraine-Est Vallées      | 22,92            | 3 397 (2022)                      | 148                | modifier les données · modifier les données |
| Chançay                         | 37052      | CC Touraine-Est Vallées      | 15,04            | 1 123 (2022)                      | 75                 | modifier les données · modifier les données |
| Chanceaux-sur-Choisille         | 37054      | Tours Métropole Val de Loire | 18,47            | 3 509 (2022)                      | 190                | modifier les données · modifier les données |
| Mettray                         | 37152      | Tours Métropole Val de Loire | 10,34            | 2 079 (2022)                      | 201                | modifier les données · modifier les données |
| Monnaie                         | 37153      | CC Touraine-Est Vallées      | 39,42            | 4 785 (2022)                      | 121                | modifier les données · modifier les données |
| Notre-Dame-d'Oé                 | 37172      | Tours Métropole Val de Loire | 7,73             | 4 358 (2022)                      | 564                | modifier les données · modifier les données |
| Parçay-Meslay                   | 37179      | Tours Métropole Val de Loire | 14,07            | 2 574 (2022)                      | 183                | modifier les données · modifier les données |
| Reugny                          | 37194      | CC Touraine-Est Vallées      | 29,72            | 1 764 (2022)                      | 59                 | modifier les données · modifier les données |
| Rochecorbon                     | 37203      | Tours Métropole Val de Loire | 16,78            | 3 220 (2022)                      | 192                | modifier les données · modifier les données |
| Vernou-sur-Brenne               | 37270      | CC Touraine-Est Vallées      | 25,91            | 2 871 (2022)                      | 111                | modifier les données · modifier les données |
| Canton de Vouvray               | 3719       |                              | 200,40           | 29 680 (2022)                     | 148                | modifier les données                        |

## Démographie

### Démographie avant 2015
| 1962   | 1968   | 1975   | 1982   | 1990   | 1999   | 2006   | 2011   | 2012   |
| ------ | ------ | ------ | ------ | ------ | ------ | ------ | ------ | ------ |
| 13 190 | 13 604 | 14 812 | 18 330 | 21 293 | 24 260 | 26 445 | 27 558 | 27 568 |

### Démographie depuis 2015
En 2022, le canton comptait 29 680 habitants, en évolution de +5,38 % par rapport à 2016 (Indre-et-Loire : +1,67 %, France hors Mayotte : +2,11 %).
| 2013   | 2018   | 2022   |
| ------ | ------ | ------ |
| 27 693 | 28 574 | 29 680 |

## Citation
« un des plus joyeux cantons de la France, mais un des plus récalcitrants aux idées nouvelles »

— Honoré de Balzac, L'Illustre Gaudissart, 1832